# 池上飯包

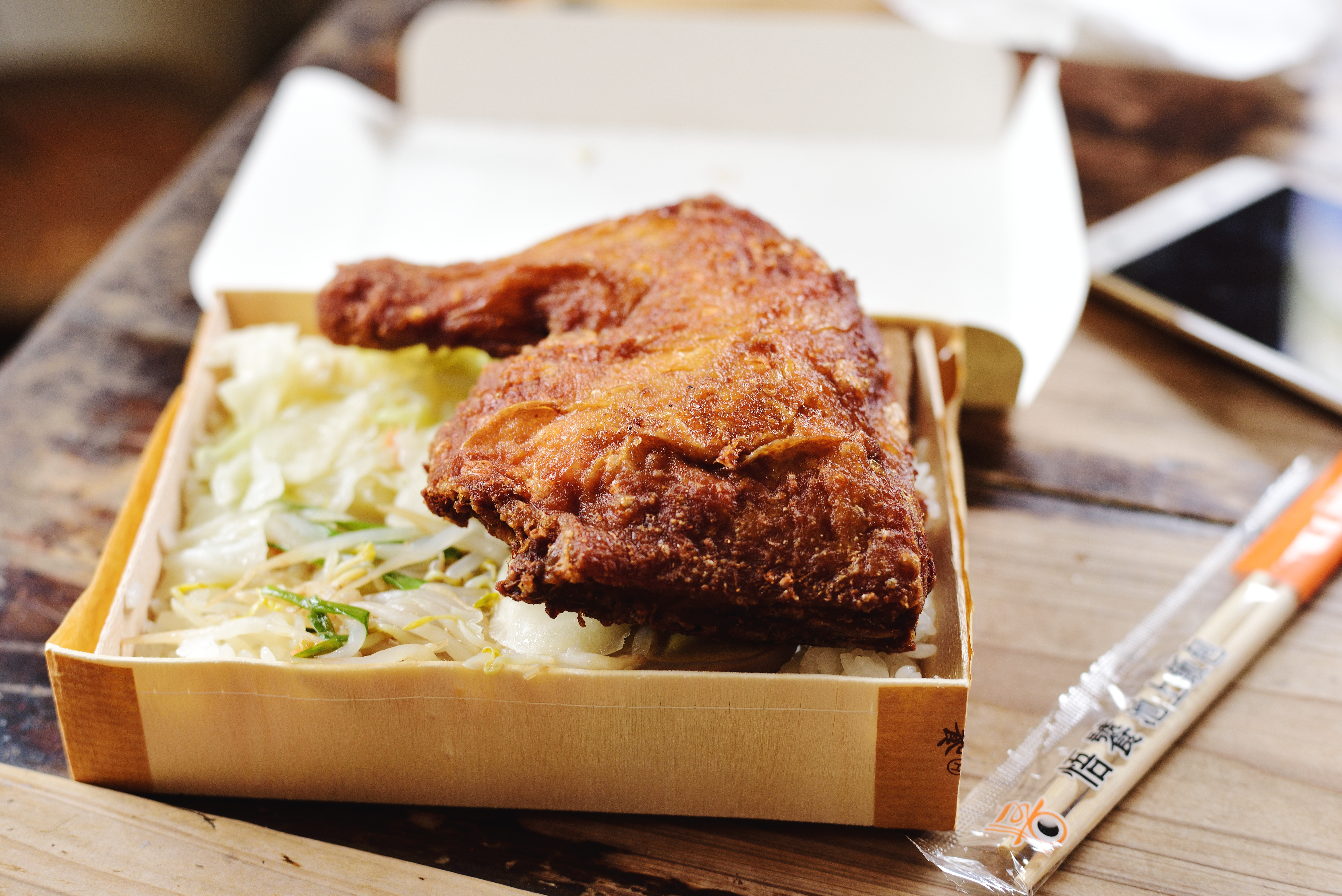
池上悟饕飯包

池上飯包，又稱池上便當，是一款源自臺灣臺東縣池上鄉的鐵路便當，並以使用產自該地區的稻米及以竹片飯盒裝盛而聞名。

## 歷史
1930年代初期，各地移民進入池上地區開墾；池上飯包創始者李約典、林來富夫婦從臺北三重埔遷徙至池上火車站前定居。
1940年，李約典、林來富夫婦開始在池上車站月台販賣番薯餅；戰後，夫婦二人改賣以月桃葉包裹、使用池上米的飯糰，形成初代的池上飯糰。
後來，由於李氏夫婦之子李丁保在車站任職，夫婦二人便將飯糰攜至列車上販賣。在李氏夫婦把事業交與兒媳李陳雲之後，李陳雲考慮到當時列車速度慢、行駛時間的因素，而決定將飯糰改為便當飯包。
當時，池上飯包以月桃葉包裝，內有白米飯、滷肉、黃菜頭（染色醃漬白蘿蔔）、烤肉乾、豬肝、瘦肉片，再加上一小塊蛋餅以及小蝦和麵粉油炸製成的炸蝦餅與酸梅，售價則為新臺幣1.5元。
1962年起，池上飯包再度改以木片製成的盒子裝盛，成為現在的池上飯包。
此後，當地紛紛出現多家業者競相製作販賣飯包，後來更逐漸擴散至其他地區。
1999年，池上飯包老店導入經營團隊，並重新命名為「悟饕池上飯包」，更推動全台連鎖加盟，又將其拓展至世界各地，以家鄉口味作為宣傳。
2014年，郭怡文、吳侄璉及張育齊在纽约华埠開設「台灣熊屋」販售池上飯包；他們聘請臺灣便當連鎖企業傳授經營技術，再依當地口味與法規調整。
現在台鐵的池上車站月台，已經沒有販賣便當。

## 特色
傳統池上飯包有三大特點：使用池上米、用木盒裝盛、乾式飯包。
食材內容：炸鹹豬肉片、滷豬肉片、炸卜肉（豬肉切細條，調味料醃過，再沾蛋麵糊油炸）、香腸片、滷蛋、醃黃蘿蔔片、蘿蔔乾、醃嫩薑片、炒高麗菜、柴魚酥。

### 米飯
米飯產地皆不一定是池上地區；許多店家使用的米來自花東(以富里鄉居多)或其他地區。
但是，池上米因池上飯包而廣為人知，池上鄉也因此打響觀光名氣。

## 代表品牌
- 全美行[8]
- 悟饕池上飯包：總部位在宜蘭縣五結的連鎖餐飲企業[2]

## 延伸閱讀
- 月台與池上便當──家鄉的第一道與最後一道風景
- 微笑台灣：翻轉池上便當，方寸裡挖掘新可能 （页面存档备份，存于）

## 外部連結
- 悟饕池上飯包 （页面存档备份，存于）
- 池上飯包的Facebook專頁